# Nikon D60
Nikon D60 – lustrzanka cyfrowa firmy Nikon, zaprezentowana 29 stycznia 2008 r. Aparat został wyposażony w matrycę CCD w formacie DX o rozdzielczości 10,2 megapikseli. Aparat nie posiada wbudowanego silnika autofokusa. 
Aparat zdobył GOLD DIWA Award.